# Ólafarhnúkar
Ólafarhnúkar är en bergstopp i republiken Island. Den ligger i regionen Norðurland eystra, 210 km nordost om huvudstaden Reykjavík. Toppen på Ólafarhnúkar är 1 179 meter över havet.
Trakten runt Ólafarhnúkar är nära nog obefolkad, med mindre än två invånare per kvadratkilometer. Det finns inga samhällen i närheten. Trakten runt Ólafarhnúkar består i huvudsak av gräsmarker.